# 道字泡
道字泡是一个位于中国吉林省乾安县的湖泊，面积约为7.8平方千米，平均水深约为1米。